# Bundesamt für Sozialversicherungen
Das Bundesamt für Sozialversicherungen (BSV) (französisch Office fédéral des assurances sociales (OFAS), italienisch Ufficio federale delle assicurazioni sociali (UFAS), rätoromanisch Uffizi federal d’assicuranzas socialas (UFAS), englisch Federal Social Insurance Office FSIO) ist eine Bundesbehörde der Schweizerischen Eidgenossenschaft. Es ist dem Eidgenössischen Departement des Innern EDI unterstellt. Es hat seinen Sitz in Bern. Im BSV arbeiten 330 Personen, die sich 240 Vollzeitstellen teilen.

## Aufgaben
Das BSV kümmert sich um einen Teil der Sozialversicherungen des Bundes: die Alters- und Hinterlassenenversicherung (AHV), die Invalidenversicherung (IV), die Ergänzungsleistungen zu diesen beiden Versicherungen, die berufliche Vorsorge, die Erwerbsersatzordnung für Dienst Leistende und bei Mutterschaft, Überbrückungsleistungen für ältere Arbeitslose sowie um die Familienzulagen. Das BSV kontrolliert die Arbeit der Durchführungsorgane. Im Bereich der (in der Schweiz formell privatrechtlich organisierten) beruflichen Vorsorge ist das BSV in erster Linie für die Systementwicklung sowie die Vorbereitung der Gesetzgebung zuständig. Die Aufsicht über die Pensionskassen wird jedoch durch die von der Verwaltung unabhängigen Oberaufsichtskommission Berufliche Vorsorge ausgeübt. Wichtige gesetzgeberische Projekte wie Konsolidierung der Altersvorsorge, die Weiterentwicklung der Invalidenversicherung oder die Reform der Ergänzungsleistungen werden vom BSV nach den Weisungen des Bundesrats bzw. des Departementsvorstehers vorbereitet. Da diese Projekte zu den umstrittensten politischen Themen in der Schweiz gehören, ist das BSV stärker als andere Bundesämter im Brennpunkt politischer Diskussionen. Weiter ist das BSV auf Bundesebene für die Themenfelder Familie, Kinder, Jugend und Alter, Generationenbeziehungen sowie für allgemeine sozialpolitische Fragen zuständig. Es ist auf Bundesebene Durchführungsbehörde für die die Finanzhilfen für familienergänzende Kinderbetreuung (Anstossfinanzierung für Krippenplätze).

## Budget
Für die soziale Wohlfahrt setzt der Bund etwa einen Drittel seiner Ausgaben ein. In den vergangenen Jahren entsprach dies rund 20 Milliarden Franken. Die Hälfte davon fliesst jeweils in die Altersversicherung und knapp ein Viertel in die Invalidenversicherung. Damit gehört das BSV auch finanziell zu den wichtigsten Bundesämtern.

## Geschichte
"Zum Zwecke der Ausführung des Bundesgesetzes vom 13. Juni 1911 über die Kranken- und Unfallversicherung" schlug der Bundesrat 1912 vor, ein "Bundesamt für soziale Versicherung" zu schaffen. Das Parlament stimmte zu und änderte den Namen in "Bundesamt für Sozialversicherung". Es war die erste Bundesstelle, die als Bundesamt bezeichnet wurde. In den ersten Jahrzehnten gehörte es zum Volkswirtschaftsdepartement (EVD), seit 1955 zum Eidgenössischen Departement des Innern (EDI).
Wichtige weitere Aufgaben waren die Vorbereitung und Einführung der AHV 1948. Bald wurde das BSV auch zuständig für die Erwerbsersatzordnung und die Familienzulagen in der Landwirtschaft. Das BSV handelte zudem ab 1949 Sozialversicherungsabkommen mit anderen Staaten aus und leitete die Arbeiten zur Vorbereitung der Invalidenversicherung, die 1960 eingeführt wurde. Es folgten Ausbau und Konsolidierung der Altersvorsorge, der Umsetzung des Drei-Säulen-Systems (1972), der Einführung des Obligatoriums in der beruflichen Vorsorge (1985), der Neuordnung der Unfallversicherung (1984). Nach 1990 beteiligte sich das BSV daran, lange Zeit blockierte Reformen umzusetzen: das Obligatorium in der Krankenversicherung (1994) und die Einführung der Mutterschaftsversicherung (2004).
In neuerer Zeit wurde Aufgaben an andere Ämter weitergegeben: 2004 die Kranken- und Unfallversicherung an das Bundesamt für Gesundheit (BAG) und 2012 die Aufsicht über die berufliche Vorsorge an die neu geschaffene Oberaufsichtskommission Berufliche Vorsorge (OAK BV).
1938 waren 20 Personen im Amt beschäftigt, fünfzig Jahre später umfasste der Personaletat 218 Personen. 1913 wurde das Amt provisorisch in den Räumen der Nationalbank in Bern einquartiert, von 1915 bis 1924 befand sich das BSV im Haus der Zeitung «Der Bund» an der Effingerstrasse. Nach einem Intermezzo an der Bundesgasse in den Räumen des Bundesamts für Industrie, Gewerbe und Arbeit (BIGA) richtete das BSV 1934 seinen Sitz an der Effingerstrasse 33 ein. 2000 erfolgte der Umzug «über die Strasse» an die Effingerstrasse 20.

## Personalbestand ab 2001
| Jahr | Vollzeitstellen |
| ---- | --------------- |
| 2001 | 298             |
| 2002 | 312             |
| 2003 | 324             |
| 2004 | 248             |
| 2005 | 240             |
| 2006 | 236             |
| 2007 | 243             |
| 2008 | 250             |
| 2009 | 257             |
| 2010 | 256             |
| 2011 | 270             |
| 2012 | 281             |
| 2013 | 289             |
| 2014 | 292             |
| 2015 | 291             |
| 2016 | 305             |
| 2017 | 274             |
| 2018 | 274             |
| 2019 | 279             |
| 2020 | 281             |
| 2021 | 286             |
| 2022 | 291             |
| 2023 | 298             |
| 2024 | 311             |